# Daniel Mebrahtu
Daniel Mebrahtu (amharisch ዳንኤል መብራቱ; * vor 1980) ist ein ehemaliger äthiopischer Tennisspieler.

## Karriere
Mebrahtu stand im Mai 1996 in Istanbul einmal im Aufgebot der äthiopischen Davis-Cup-Mannschaft bei deren Begegnung gegen Litauen in der Gruppe III der Europa-/Afrika-Zone. Er verlor sein Match gegen Gitanas Mažonas mit 1:6, 0:6. Es blieb sein einziges professionelles Tennisturnier. Er war auch nie in der Tennisweltrangliste platziert.